# São Mamede (Lisbonne)
Pour les articles homonymes, voir São Mamede.
São Mamede est une freguesia portugaise de Lisbonne.